# 脫離同性戀
脫離同性戀又稱去同性戀（ex-gay）、出埃及運動（exodus movement）、性傾向治療（conversion therapy）、性傾向修復（reparative therapy) ，是指通过勸導、祈禱或者其他方式改變同性戀者性傾向的運動、組織或夸療法。
出埃及運動团体通常会自称同性戀輔導組織，因为他们相信同性恋者通过他们的辅导、勸導，在经过祈禱或其他方式的治疗之后，可以成功地轉變成爲異性戀者或者離棄同性戀。他们的理念通常包括：以基督教信仰為基礎，輔助在同性戀性傾向上掙扎的人士；為決定改變性傾向的同性戀者，提供幫助和輔導。
有一些出埃及運動的參與者会自稱為“前同性戀”，他们宣称通过輔導、代禱服侍、舉辦支持小組等方式将性傾向从同性恋改变至異性戀。然而此運動的正當性仍是備受爭論的議題。

## 觀點
出埃及運動是一个有争议的运动，這团体认为：同性戀的生活並非不可改變。在他們眼中，有很多例子证明經改變性傾向的輔導後，同性恋者可以成功地轉變成爲異性戀者。有些男同性戀者經輔導後還結婚，與異性配偶過著婚姻生活。
另一方面，同性戀社群以及其支持者抨擊出埃及運動，认为這個行動的假設前提是：異性戀是唯一正常的性傾向，而同性戀此一性傾向是一種須要被治療的疾病。 有一些反對出離運動的同性戀心理諮商及醫療團體說有接到參與出離團體的成員因各種壓力而備受困擾的求助電話。
有關同性戀的成因仍有爭論，但主要可分兩種意見：先天形成和後天形成。 有些研究指出，性傾向是可改變的，性態度是受到環境和外界影響，例如幼年成長過程、家庭背景、性格、氣質、同儕的壓力、性侵犯及同性間的性經驗。 另外，1973年美國心理學協會曾下結論，性傾向是先天形成而不可改變；現在他們認為影響性傾向可能有很多因素，例如基因、賀爾蒙、成長過程、社會因素和文化影響，未能下定論。
可是，有些同性戀權利組織和科學家對該運動的聲明持相反意見，並認爲性傾向是不可改變的，性態度是在成年之前形成的。 

### 社會輿論
因為出埃及團體（Exodus）前領袖如Michael Bussee、Gary Cooper自述走出埃及團體無意義並耗費時間金錢，同性戀傾向不可改變，並召集許多前同性戀者敘說他們對於走出埃及團體的負面體驗及John Evans的反對及離去，John Paulk 前同性戀的領袖被發現仍逗留於同性戀夜店的消息，NARTH前領袖Joseph Nicolosi因種族歧視爭議言辭去主席一職，去同性戀運動曾受到同性戀權利組織的廣泛質疑，他們指出壓抑同性戀傾向最終只能導致内在的爆發、恐懼和痛苦。人權陣線（Human Rights Campaign）發言人Wayne R. Besen曾廣泛地報道過去同性戀運動，並把它寫在自己的書《Anything But Straight: Unmasking The Scandals and Lies Behind the 'Ex-Gay' Myth》（除了"變直*以外"的所有真相：揭開隱藏在去同性戀神化背後的醜聞和謊言）裏面，更在網路上發表Mission Impossible: Why Reparative Therapy and ex-gay Ministries fail (不可能任務:為什麼性傾向治療與前同性戀宗教療法會失敗)。同性戀療法的神話(精簡版), Wayne Besen （页面存档备份，存于）

## 支持團體
美國國家同性戀研究及治療協會曾花兩年時間對860個決心改變同性戀傾向的人士作研究，發現大部份研究對象說他們成功改變了性傾向 。
虽然美國精神病學協會认为同性戀不是一種疾病，也沒有必要進行治療。但是，有些美國精神病學會會員的精神醫學博士聯署了一封反對美國精神病學會的結論並指出：
- 學會認為改變性傾向治療是無效的不單是錯誤的結論並且是一種誤導，因為有許多精神分析報告支持治療是有效果的。
- 他們指這種治療「具傷害性」的聲明也是完全錯誤的。 假如個人沒有獲得適當幫助、諮詢，而違反個人意願下作同性戀者，這對他個人而言是「具傷害性」的。
- 對於學會指改變性傾向治療帶來的負面報導等於剝奪了精神科醫生執業的自由。 此自由是受美國憲法所保障的。

一些美國心理學會、美國精神病學會及其他心理學會前任主席批評美國心理學會受政治壓力而作出不正確決定。 1985年美國心理學會主席 Robert Perloff 就批評美國心理學會一面倒的支持同性戀的主張：
- 現有的研究並未全面
- 若同性戀當事人真的想改變性傾向，應該首先尊重和聆聽他們的意願
- 美國心理學會的主張將會阻礙未來有關的研究[9]。

1998年 Warren Throckmorton 於 The Journal of Mental Health Counseling 發表文章，回顧過去83份比較優秀的性傾向改變治療研究報告，他指出：「協助希望改變自己性亢奮模式之有同性戀傾向的人士的努力是有效的。這些治療可以合乎倫理的方式進行，對於有這方面要求協助的人士應該要提供有關協助」。

### Robert Spitzer博士的研究
除此之外，美國精神病學會（APA）的前任主席Robert Spitzer博士在2001年前一向認為性傾向是不可改變的。但是2001年他研究了200位曾參與同性戀輔導的人士後，發現該等接受輔導後的人士的性傾向有顯著的改變並且同性對他們的吸引力也大大減低，當中很多人有良好的異性戀發展，而且表示接受輔導後，沮喪及抑鬱的程度也明顯地減低。2001年Spitzer的研究中提到有些同性戀者希望改變性傾向是有不同的原因的，其中包括：
- 81%感到同性戀的生活不能令他們真正得到情感上的滿足；
- 79%覺得同性戀生活與宗教信仰或自己的價值觀有衝突；
- 35%女士及67%男士渴望結婚或保持現有婚姻（指異性婚姻）。

所以，Spitzer認為性傾向可以改變的事實肯定了後天因素是可以影響一個人的性傾向。作為美國精神病學會的前任主席，又同時把同性戀從精神病名冊除名的發起人，Spitzer 2001年的研究在發表後不久，便成為許多提供性傾向治療服務組織經常引述的主要證據。同時亦因為該研究首次較完整地證明個人性傾向可能改變，以及諸多提供性傾向治療的服務組織廣泛、經常地引用該研究，Spitzer和該研究故被視為性傾向治療的創始人。
但於2012年4月11日，Spitzer決定把他當時2001年所做的研究及其結論收回，其後在網上發表一短片，指當時他在研究的過程中犯下頗嚴重的錯失，引致錯誤理解所得的研究數據，並得出錯誤的結論，所以決定收回當年的研究，同時公開致歉。Spitzer指出，當年他的研究對象均經由提供性傾向治療的組織轉介，這些研究對象都曾接受這類組織所提供的性傾向治療服務，但Spitzer當年卻並未有對這些研究對象的可信性作評估。Spitzer解釋，當年他詢問這些研究對象，他們經過性傾向治療後是否有從同性戀變為異性戀，但Spitzer卻並未能知道，這些對象是否自我欺騙，又或說謊，所以Spitzer總結他2001年的研究結果並不成立，並必須收回當時所做的研究。可惜Spitzer對收回研究的決定，並未獲部分提供性傾向治療服務的組織所歡迎，而這些組織卻繼續引述該研究，Spitzer對此表示表示遺憾，同時指責這種行為是不道德的。Spitzer更點名批評美國國家同性戀研究及治療協會濫用2001年他的研究及其結論，並希望該協會可以停止這種行為。
除了公開致歉和收回他所做的研究，以及指責部分提供性傾向治療服務的組織，Spitzer同時在網上發表的短片中強調，同性性傾向是不能被改變的，嘗試去改變的措施都只會帶來失望和傷痛，並寄語同性戀者要積極面對自己的性傾向，以便讓自己活得更自在。

## 反對團體

### 國際組織

#### 世界衛生組織
1990年5月17日，聯合國所屬的世界衛生組織，於在世界衛生大會正式議決將同性戀從ICD-10清單中剔除，標誌著聯合國和世界衛生組織正視同性戀群體所遭受到的社會污名和歧視。此決定同時代表著世界衛生組織認為對於一個人的性傾向，無論是同性戀，雙性戀或異性戀，毋需採取任何治療措施，這些措施缺乏醫學的正當性，而且對健康有害。
2012年5月17日，世界衛生組織駐美洲的辦事處，泛美洲衛生組織，就針對性傾向企圖採取改變措施的方法，發表一份用詞強烈的英文聲明《為一種不存在的疾病治療》（"Cures" for an Illness that Does Not Exist）。
- 聲明強調，同性戀性傾向乃人類性傾向的其中一種自然變異(variation)，對當事人和其親近的人士都不會構成健康上的傷害，所以同性戀本身並不構成障礙或疾病，也毋需治療。
- 世界衛生組織在聲明中再三指出，改變個人性傾向的方法，不單沒有科學證據支持其效果，且沒有醫學意義之餘，又會對身體及精神健康甚至生命形成嚴重的威脅，同時亦侵犯了受影響人士的個人尊嚴和基本人權。
- 世界衛生組織亦藉發表該聲明提醒公眾，雖然有少數人士能夠在表面行為上限制表現出自身的性傾向，但個人性傾向本身一般都被視為個人整體特徵不能改變的一部分；所以阻止採用那些視同性戀為「偏差」或「選擇」並且因而可以透過「意志力」或「治療」去改變的理論是十分重要的。
- 聲明內容同時譴責提供性傾向治療的醫護人員，是把他們自己與社會偏見看齊，並且反映他們對個人性傾向和性健康議題的絕對無知。世界衛生組織亦提醒各國的醫護人員，如果向求診者指示他們為「偏差」並且需要尋求改變，是等同於違反醫學道德的第一道原則：「首要的事，不要造成傷害（First, do no harm）」[33]。
- 世界衛生組織同時透過聲明呼籲各地政府，應強烈反對當地的診所和醫院提供性傾向治療，並應立法懲處或制裁提供性傾向治療的醫療機構。
- 世界衛生組織並且建議各地政府應多向公眾進行個人性傾向教育，以消除公眾對同性戀者的性傾向歧視[32]。

#### 世界精神醫學會
2016年3月，世界精神醫學會發表聲明，反對對同性戀者實施「矯正治療」的立場，因為至今沒有任何實證研究證明此種「治療」有效；而且，因為這種「治療」充滿歧視與偏見，反而對被實施者的心理健康有害；並呼籲全球對於同性性行為應予除罪化。
世界精神醫學會認為性傾向是人固有的特質，受到生理、心理、發展以及社會等不同因素綜合影響。既是屬於本質，本就無法、也不應以人為方式加以改變。因為同性戀傾向和疾病毫無瓜葛，對沒有疾病的人施以治療，是違反專業倫理的舉動。近來關於「矯正治療」的爭論不休，該學會認為有必要聲明立場。
世界精神醫學會指出，根據經年累月的研究發現，在整體人口當中約有4%的同性戀者，以及0.5%的跨性別者。lgbt群體有較高的心理健康風險，然而這是因為不利的社會處境所導致。一旦外在環境給予平等對待，其心理健康狀況也會隨之好轉。WPA Position Statement on Gender Identity and Same-Sex Orientation, Attraction, and Behaviours

#### 世界醫師會
世界醫師會於2013年10月在巴西福塔雷薩召開之第64屆世界醫師會大會，通過「世界醫師會多元性傾向聲明」(World Medical Association Statement on Natural Variations of Human Sexuality)。
世界醫師會譴責基於個人性傾向而生的各種形式的污辱、定罪與歧視。譴責所謂的「轉化」或「修復」療法。這些作法構成對人權的侵害，更是不合情理的行為，應被譴責並接受制裁與處罰。醫師參與此類行為的任何步驟都將違反醫學倫理。

### 臺灣

#### 中華民國諮商心理師公會全國聯合會
中華民國諮商心理師公會全國聯合會（Taiwan Counseling Psychologist Union）是由臺灣十二個諮商心理師公會聯合組成的總會，以增進諮商心理專業發展、協助推行法令與社會服務、維護會員權益、增進共同利益為宗旨。
在2013年4月，中華民國諮商心理師公會全國聯合會發表聲明，表達對於多元成家立法草案爭議所引發恐同言論之現象，深感遺憾與憂心。並要求諮商心理師，不得對同性戀者有強加「修復治療」或者「轉換治療」之意圖與措施；作為諮商心理師務必充分檢視自己的性別意識，提升多元性別敏察能力，以去除個人的性別刻板化、性別盲及性別歧視；諮商心理師不得對當事人強加個人之宗教信仰、價值觀而從事違反諮商專業法規及倫理之諮商業務。

#### 台灣臨床心理學會
台灣臨床心理學會（Taiwan Association of Clinical Psychology）主張婚姻平權，支持同性婚姻。我們主張同性戀、雙性戀和跨性別者等不同性取向者，均應享有與其他公民完全平等的權利和責任。此立場奠基於晚近的心理學研究證據與心理學專業倫理，與美國心理學會、世界精神醫學會等專業組織的立場一致。
研究指出生活在異性戀的社會，對非異性戀者構成明顯挑戰，全球多處的同性戀、雙性戀與跨性別者，長期遭遇社會汙名、暴力、歧視及誤解，對心理健康與公民福祉造成明顯傷害。然而，同性的性吸引、感受及行為並非疾病，努力矯正與改變性取向的治療，已證實沒有效益。
另外，關於常態的界定與爭論，是與社會、政治、文化、法律、倫理及心理等面向相繫的複雜主題，而不是理性/非理性，正常/偏差二元選項的社會效用分類議題。尊重、接納每個人的獨特性，肯認人的不同選擇的獨特性，形成一普遍性的價值落實，應是「成熟人權」國家的指標。
台灣臨床心理學會為台灣臨床心理師的主要代表組織。身為台灣心理健康照護專業的一環，臨床心理師致力於尊重所有人的權利、尊嚴與價值，接納人的本來樣貌。我們呼籲台灣社會尊重與接納不同性取向者的存在與權利，也呼籲立法院儘速通過婚姻平權法案，維護同志人權與促進同志身心健康。

#### 臺灣諮商心理學會
臺灣諮商心理學會（Taiwan Counseling Psychology Association），發表聲明表示，本會會員對於「多元性別」相關議題應本於專業倫理，謹慎從事。對於「多元性別」相關議題，《臺灣諮商心理學會諮商心理專業倫理守則》第五條指出：本會會員實施心理諮商服務時，應尊重當事人之文化背景與個別差異，不得因年齡、性別、種族、國籍、出生地、宗教信仰、政治立場、性取向、身心障礙、語言、社經地位等因素而予以歧視。
臺灣諮商心理學會會員，應本於對當事人之尊重，全力維護當事人之權益與自主性。若是以明示或暗示的方式，試圖灌輸，或強迫當事人接受個人的價值理念，將嚴重違反心理諮商工作之專業使命，斲傷社會大眾對於心理諮商專業之信任。本會會員對於「多元性別」相關議題應本於專業倫理，謹慎從事。
臺灣諮商心理學會支持婚姻為基本人權，主張婚姻平權乃基本人權。

#### 台灣精神醫學會
台灣精神醫學會（Taiwanese Society of Psychiatry）發表聲明指出：世界衛生組織及世界精神醫學會皆曾強調現代醫學早已認為非異性戀之性傾向、性行為、性別認同、以及伴侶關係，是人類發展多樣性之正常展現，且同性性傾向本身並不會造成心理功能的障礙。到目前為止，並無足夠研究能確認性傾向是由某些特定教養或環境因素所致或由個人「選擇」而來。因此非異性戀性傾向並無治療的必要，任何企圖改變性傾向的作法都是缺乏科學證據支持的。 
台灣精神醫學會支持政府應提供多元性別/性傾向者在法律與社會上的平等保障，包括醫療照護、反霸凌、反歧視、合法而完整的婚姻等權益，並給予多元性別家庭在生養、領養、撫育小孩上有完整的法律義務及權利，這將對同志家庭中的孩子提供重要的保護。

#### 臺灣兒童青少年精神醫學會
臺灣兒童青少年精神醫學會（Taiwanese Society of Child and Adolescent Psychiatry），基於性別平權與促進兒童青少年身心健康發表聲明：本會支持婚姻平權，支持不論任何性傾向（包括異性戀、同性戀、雙性戀等）的人民皆能平等享有同樣的法律保障，以使發展任何性傾向的兒童青少年能安心在社區生活中成長（包括性別友善的教育環境、醫療與社會福利資源獲得的平等等），並且在成長後同樣有組織家庭及養育子女的權利及保障。
他人要求兒童青少年改變個人性傾向的治療或矯正方法，不單沒有科學證據支持其效果，亦會對兒童青少年身體、精神健康甚至生命形成嚴重的威脅，是對兒童青少年個人尊嚴和基本人權的一種侵犯。

#### 中華民國政府
2016年5月13日，台中市政府衛生局行文呼籲各醫療單位，尊重多元性別，嚴禁扭轉性傾向的迴轉治療並提供民眾舉發管道。5月17日，臺中市性別平等委員會提案通過，認定以任何形式（醫療或民俗方法）進行的「多元性傾向矯正治療」違法，並在會議中決議提請衛福部函釋。
2018年2月衛福部以函釋方式，確定禁止性傾向扭轉治療；不論是醫師或是非醫護人員，若有執行性傾向扭轉治療行為者，可能觸犯刑法強制罪或兒童及少年福利與權益保障法，並依觸犯情節輕重而判定刑責或裁罰。

### 香港

#### 香港心理學會
香港心理學會（The Hong Kong Psychological Society）是香港一個學術及專業民間團體，專責促進心理學活動在香港的發展，及維持心理師專業的水平和操守。在2011年7月，香港心理學會成立一工作小組，目標是為在香港註冊的心理師，在處理女同性戀、男同性戀以及雙性戀人士求助個案時，提供專業的指引。在2012年8月1日，香港心理學會就該工作小組的結果發表一份英文聲明，聲明的內容包括11項要點，當中的內容強調同性戀和雙性戀並不是精神病症，而是人類性傾向中一種正常類別，而嘗試改變個人性傾向的方法，並非已經證明有效和不會帶來傷害。聲明內容同一時間鼓勵註冊的心理師，要向公眾宣揚已經嚴謹科學證實的資訊，以消滅公眾對同性戀和雙性戀的歧視和恐懼。

#### 香港精神科醫學院
香港精神科醫學院（The Hong Kong College of Psychiatrists），於1993年成立，是香港作為培訓、監管、認證香港精神科醫生資歷和簽發專業執照的法定機構，於2011年11月發表一份英文聲明，指出同性戀並不是精神病，同時強調沒有科學和臨床證據支持嘗試「治療」性傾向有好處。香港精神科醫學院是亞洲地區第一個專業心理及精神科學團體，公開地就同性戀議題及性傾向改變治療發表其專業意見的官方機構。
|  | 香港精神科醫學院聲明，同性戀並不是精神病......香港精神科醫學院嚴守宗旨，只提供經過科學驗證及證據支持的治療。精神科治療必需在有已經明確確立的原理及實踐支持下，方可以提供。直到現今，醫學界都未有發現任何可靠的科學及臨床證據支持，嘗試改變個人性傾向會帶來好處。 The Hong Kong College of Psychiatrists opines that homosexuality is not a psychiatric disorder...The Hong Kong College of Psychiatrists adheres firmly to the practice of scientifically proven and evidence-based treatment. Psychiatric treatments have to be provided according to well established principles and practice available at the time. There is, at present, no sound scientific and clinical evidence supporting the benefits of attempts to alter sexual orientation. |

### 英國

#### 皇家精神科醫學院
英國皇家精神科醫學院（Royal College of Psychiatrists）於1841年成立，其職責主要是制定精神科醫學的專業政策和指引，亦同時監管及簽發英國精神科醫生專業執照的官方法定機構。
皇家精神科醫學院早於2001年2月，已經就同性戀議題成立特別工作小組，並於2007年10月31日，就同性戀議題，向英國國教英格蘭教會的聽證會發表其專業意見的見證詞。見證詞中表示，經過接近一世紀的心理分析和研究，均沒有實質證據證明，童年的經歷或父母撫養的技巧對個人性傾向的形成扮演任何角色。研究證據卻顯示，個人性傾向的形成是基於生理因素，由錯綜複雜的基因和子宮環境配合而決定。因此，個人性傾向並不能自主選擇。見證詞也表示，有極少數的醫護人員宣稱可以協助同性戀者變成異性戀者，但其實不單只沒有證據顯示這種改變的可能性，這些療法卻對當時人的心身造成嚴重損害。醫學院更透過該見證詞表示，同性戀者本來有能力建立和維持長期而穩定的關係，但社會對同性戀關係的反對和歧視，為他們的關係帶來不穩定的因素。醫學院更強調，同性婚姻不會對異性戀婚姻帶來任何的威脅，卻會為同性戀者的心身健康和他們的關係帶來正面的影響。
在2010年2月10日，皇家精神科醫學院就性傾向治療再一次發表其專業聲明。聲明的內容向公眾和專業精神科醫生重申，同性戀如同異性戀並不是精神病。皇家精神科醫學院同時在聲明中表示，沒有合理的科學證據支持個人性傾向是可以被改變的，而所謂的治療只會製造和培育一個對同性戀帶偏見及歧視的環境。醫學院在同一份聲明當中更強調，同性戀及雙性戀者是和異性戀者在社會中同樣寶貴的成員，並應享有與其他公民同樣的權利和義務。最後聲明亦表示，同性戀及雙性戀者應該擁有養育兒童的權利和義務、免受騷擾或歧視的自由、以及免受具潛在傷害性治療的權利，尤其嘗試改變個人性傾向的療法。

### 澳洲及紐西蘭

#### 皇家澳洲及紐西蘭精神科醫學院
於1963年成立的皇家澳洲及紐西蘭精神科醫學院（Royal Australian and New Zealand College of Psychiatrists），是負責認證澳洲及紐西蘭兩國的精神科醫生資歷和簽發專業執照的法定機構。而在英國皇家精神科醫學院就性傾向治療發表聲明後的4個月，皇家澳洲及紐西蘭精神科醫學院也於2010年6月對改變個人性傾向療法發表《第60號立場宣言(Position Statement 60)》。
這份宣言包含皇家澳洲及紐西蘭精神科醫學院對改變個人性傾向療法的三大立場。第一點，皇家澳洲及紐西蘭精神科醫學院並不支持任何嘗試改變個人性傾向的療法。立場二，皇家澳洲及紐西蘭精神科醫學院指示精神健康醫護人員，在同性戀及雙性戀者因自身性傾向而受困擾時，精神健康醫護人員須要避免，向他們提供改變個人性傾向療法效果的錯誤資訊。最後一點，在同性戀及雙性戀者因自身性傾向而受困擾時，精神健康醫護人員向他們所提供的支持和療法應該包括自我認同、支援和身份探索，而這些支持和療法都應該由如何減少同性戀相關的惡名的角度出發，並且須要尊重當時人的宗教信仰。另外，該宣言亦引述到英國皇家精神科醫學院就性傾向治療發表的聲明，並同意和支持英國皇家精神科醫學院對同性戀及雙性戀者應該擁有養育兒童的權利和義務、免受騷擾或歧視的自由、以及免受具潛在傷害性治療的權利，尤其嘗試改變個人性傾向療法的立場。

### 美國

#### 官方政策和法律
|     | 州           | 立法日期      | 生效日期      | 立法方法            | 詳細 |
| --- | ------------ | ------------- | ------------- | ------------------- | ---- |
| 1.  | 新泽西州     | 2013年8月19日 | 2013年8月19日 | Legislative statute |      |
| 2.  | 加利福尼亚州 | 2012年9月30日 | 2013年8月29日 | Legislative statute |      |
| 3.  | 俄勒冈州     | 2015年5月18日 | 2015年5月18日 | Legislative statute |      |
| 4.  | 伊利诺伊州   | 2015年8月20日 | 2016年1月1日  | Legislative statute |      |
| 5.  | 佛蒙特州     | 2016年5月25日 | 2016年7月1日  | Legislative statute |      |
| 6.  | 新墨西哥州   | 2017年4月7日  | 2017年4月7日  | Legislative statute |      |
| 7.  | 康涅狄格州   | 2017年5月10日 | 2017年5月10日 | Legislative statute |      |
| 8.  | 罗得岛州     | 2017年7月19日 | 2017年7月19日 | Legislative statute |      |
| 9.  | 内华达州     | 2017年5月17日 | 2018年1月1日  | Legislative statute |      |
| 10. | 华盛顿州     | 2018年3月28日 | 2018年6月7日  | Legislative statute |      |

##### 地區政府
位於華盛頓州的西雅圖和皇帝縣縣政府，在其官方網頁指出，同性戀和雙性戀性傾向本身無需接受心理治療，而同性戀和雙性戀性傾向是正常人類性傾向的不同類別。其官方網頁亦提醒當地居民，絕大多數的科學研究都發現，個人性傾向是天生多於後天的選擇，並且在非常年少時，甚至出生前，便已經定斷下來，而且愈來愈多科學研究都發現，個人性傾向最起碼少部份是由基因和產前的因素所決定，所以有意識地改變個人性傾向是非常之困難。西雅圖和皇帝縣縣政府同時警告當地居民，只有十分少量可靠的證據顯示，是可以有效的改變個人性傾向，但嘗試改變性傾向方法的後果卻可以很嚴重，當中包括自殺。

##### 州政府
加州州長傑利·布朗在2012年9月30日正式簽署州參議院1172草案，使加州成為全美國第一個州份，明文禁止在加州註冊的精神及心理醫護人員，向未成年人仕提供任何形式的性傾向治療，並無需理會父母的意願或是否授權進行這種治療。違反此法案的醫護人員，將會被視為進行不專業行為，並需受到相關簽發專業資歷牌照部門的懲戒。這份加州參議院1172草案，是由民主黨州參議院議員劉雲平(Ted Lieu)撰寫。劉議員表示，他撰寫此法案的其中一個目的，是為了希望藉這項法案向一名接受這種治療後自殺的男子致意。而簽署通過法案的州長布朗更形容性傾向治療為「江湖醫術(quackery)」，並批評性傾向治療會導致年輕人出現抑鬱症狀甚至自殺。

##### 聯邦政府
在1997年6月24日，美國聯邦第九巡迴上訴法院在一難民庇護申請案件中，就性傾向治療下達判決。在此案件中(Pitcherskaia v. INS)，一名俄羅斯女同性戀者被俄羅斯政府下令強迫接受性傾向治療，為求讓該名女同性戀改變其性傾向，變為一名異性戀者。該名女同性戀者因此向美國提出庇護申請，但被美國移民局拒絕。移民局解釋性傾向治療的出發點是為了讓該名女同性戀改變其性傾向，而並不是要懲罰她，但第九上訴法院並未有接納移民局的解釋。上訴法院的判決書中顯示，該名女同性戀者所接受的性傾向治療，過程當中包括電擊療法、催眠療法、鎮靜劑療法等治療。第九巡迴法院因此認為，該名女同性戀所接受的性傾向治療，已經構成對該同性戀者肉體和心理上的折磨。法院同時強調:「人權法並不可以因為，以仁慈的字眼，如:『治療』或『醫治』，但使受害人受到肉體和心理上的折磨，而置之不理。」聯邦第九巡迴上訴法院因此推翻移民局的決定。在此案件之後，有另外十名同樣情況的俄羅斯同性戀者，獲美國移民局准許難民庇護的申請。

#### 專業精神及心理學界別

##### 美國精神醫學學會
美國精神醫學學會（American Psychiatric Association）指出“直至目前，未有足夠的科學研究顯示改變性傾向的治療安全或有效”。其中有一些組織及經過性傾向療法的個人表示，試圖改變一個人的性傾向是有潛在性的危害的。
美國精神醫學協會於1973年把同性戀從精神疾病的診斷列表(DSM-III-R)中去除。反對同性戀去病化的組織，宣稱APA是在經過同性戀權利組織的多次遊行示威后，才去除的。但是在美國精神醫學協會1998及2000年的對性傾向治療的公開表態宣言(Position Statement)提到
|  | 1973年精神病學協會審核相關資料後判定，同性戀無法定義為心理疾病，在1987，ego-Dystonic Homosexual (自我矛盾性同性戀)亦以同樣原則，不包含在精神疾病的診斷列表(DSM-III-R) |

##### 美國心理學會
美國心理學會（American Psychological Association）表示，人類不能選擇作爲同性戀或異性戀，而人類的性傾向不是能夠由意志改變的有意識的選擇。事實上，協會更進一步表示：
|  | 有很多同性戀者生活的很成功幸福，但是一些同性戀者或雙性戀者可能會試圖通過療法改變自己的性傾向，有時這是受到家庭成員或宗教團體施加的壓力所致。但事實是，同性戀不是一種疾病，因此也沒有必要進行治療，而且也是不能改變的。 |

美國心理學會亦表示： 
|  | 臨床經驗表明，那些試圖尋找轉變療法的人通常是因爲社會的偏見所造成的内在同性戀恐懼症所致。而那些能夠正面接受自己性傾向的男女同性戀者能比那些不能接受自己性傾向的人獲得更好的自我適應能力。 |

##### 美國兒科學會
美國兒科學會（American Academy of Pediatrics）成立於1930年，是美國兒童醫學專業團體，其創立目的是為嬰兒、兒童和青少年的身體、心理、社交健康和福祉爭取最大權益。該學會的會員均必須為已註冊的醫生，並獲兒科專科訓練及認可，而會員人數已達60,000人，是非常具規模的非官方專業團體，並經常為聯邦和州政府政策提供意見。其專科期刊《兒科》，經常被醫學界評為前五名最具影響力的專業刊物。美國兒科學會早於1993年，在性傾向治療的議題上，以及相關的治療方法，在其專科期刊發表意見。美國兒科學會表示，專門針對改變個人性傾向的療法是醫學上的禁忌，因為其療法會激起內疚感和焦慮，而且只有少量甚至沒有任何潛力改變個人性傾向。 而其後2009年的《兒科》期刊更指出，性傾向不被家人接納的未成年人士，他們會面對額外嚴重的健康風險。

##### 美國校園輔導員協會
美國校園輔導員協會（American School Counselor Association）早在1995年已經就男、女同性及雙性戀青少年的議題，向其註冊的專業校園輔導員提供指引，並會定期更新其專業守則。最近一次於2007年更新的專業守則指引中，該協會再次強調，專業的校園輔導員並不應該嘗試改變學生的性傾向或性別認同，但應該向男、女同性及雙性戀的學生提供支援，以提升他們的成就和個人福祉。該協同時指出，在認知到男、女同性及雙性戀青少年的性傾向並非疾病並且無須接受治療的前提下，專業的校園輔導員可以向男、女同性及雙性戀學生提供引導和回應性服務，以提升自我認同、面對社會上的接受程度、出櫃議題和尋找合適的社區資源。

##### 國家社工協會
美國國家社工協會（National Association of Social Workers），成立於1955年，是全球最大的專業社工機構，其專業社工會員人數超過142,000人，而其宗旨是透過實踐專業的社工服務，從而提升個人、家庭及社區的福祉。國家社工協會於2000年1月21日對性傾向修復治療撰寫一份立場宣言。這份立場宣言向公眾和專業社工解釋，大眾媒體的宣傳，再加上社區和家庭成員威迫性的言論，製造成一個充滿壓力的環境，迫使同性戀者尋求性傾向修復治療，但強調這些治療卻都不能並且不會改變個人性傾向。宣言中指出，沒有數據顯示性傾向修復治療是有效的，而國家社工協會則相信，性傾向修復治療其實可以好危險，並且有可以帶來嚴重感情傷害的風險。同時，國家社工協會向社工們宣告，性傾向修復治療是違反社工專業的基本原則和道德操守，並且阻止其協會的專業社工會員，提供任何改變個人性傾向的治療，又或轉介任何人士給予聲稱可以提供改變個人性傾向服務的從業員或組織。

##### 美國兒童及青年精神科醫學會
美國兒童及青年精神科醫學會（American Academy of Child and Adolescent Psychiatry），成立於1953年，是一成員超過8000名註冊專業兒童及青年精神科醫生組成的專業團體。在2012年，學會於其自家期刊《Journal of the American Academy of Child and Adolescent Psychiatry》，就性傾向治療發表專業意見。意見書中指：「臨床醫生應該要注意，並沒有證據顯示，個人性傾向可以透過治療改變得到，而且這種嘗試可能會帶來傷害。另外，沒有實質證據顯示，患性別認同症的兒童，情況改善後，可以避免成長後同性性傾向。的確，現今並沒有任何醫學基礎去嘗試阻止同性性傾向，而且同性性傾向並不是病症。相反，這種努力反而可能會鼓勵家人的排斥，更可能破壞自尊﹑與家人的緊密情度﹑關懷。這些都是防止自殺念頭和嘗試自殺的重要因素。基於沒有證據顯示努力改變個人性傾向的嘗試是有效﹑有益或必須的，再加上，當中可能涉及嚴重傷害的風險，這類型的嘗試是醫學禁忌。」

##### 同性戀精神科醫師聯盟
同性戀精神科醫師聯盟（AGLP）中的具雙重身份的精神科醫師及導演，愛麗西亞‧少瑟（Alicia Salzer）醫師更因此拍攝一紀錄片 （页面存档备份，存于），將性傾向矯正療法，如電療、藥物療法、心理療法的低成功率及強烈副作用記錄起來。宗教團體通常因為宗教理由，將這些副作用及長期的治療費用隱而不談，或將其轉嫁於病患信心不足，不夠努力，或以心理威脅如『同性戀生活的代價就是死』、『同性戀生活必會得愛滋病』、『同性戀生活必會下地獄』等等，病患因為無法達到控制欲望的要求而引發更多自我憎恨、恐懼、憂鬱症、焦慮症、自殺傾向。
少瑟醫師列舉統計資料，13%參與治療活動者對療程產生反應，在這13%中三分之一(4%)進入無性生活，另外三分之一(4%)表達他們可以與異性結婚但是仍對同性有性欲，剩下三分之一(4%)表達他們可以與異性結婚而且只對異性有性欲，但是少瑟醫師更舉出，這些所謂『截彎取直』的前同性戀者幾乎都是在這些性傾向矯正團體的工作人員，因此性傾向矯正團體隱而不談的部分便是─如果想要改變，你必須放棄你的工作及生活，不斷的刺激或受影響，沒有終點，而這4%人員可能因為工作及信仰的因素，在調查回答上並沒有完全誠實，或對自己未深入或不敢深入了解。

### 菲律賓

#### 菲律賓心理學會
菲律賓心理學會（Psychological Association of the Philippines），是當地的一個專業學術民間團體，並於2012年8月發表聲明，指出該學會視同性戀為人類性傾向的其中一種正常類別。

### 黎巴嫩

#### 黎巴嫩精神科醫學會
於2013年7月11日，黎巴嫩成為首個阿拉伯國家，指同性戀不是精神病。黎巴嫩精神科醫學會（Lebanese Psychiatric Society）發出聲明指，同性戀不是精神病，而且沒有需要治療，更加沒有證據顯示性傾向可以透過治療而改變得到。聲明更指出，同性戀本身會不造成任何判斷能力上，性情穩定性上，可靠性上，社會和專業能力上的缺陷。黎巴嫩精神科醫學會也強調:「有假設指，同性戀是因為家庭狀態不平衡，又或心理發展障礙而產生出來的結果。這種假設是基於錯誤的資訊。」同時提醒醫療人員，處理同性戀議題時，要堅持「基於科學」的精神。

### 中國大陸

#### 中华精神科学会
2001年4月，中华精神科学会出版第三版《中國精神疾病分類方案與診斷標準》时对外宣称，中華精神科學會把同性戀和雙性戀從其診斷手冊《中國精神障礙分類與診斷標準》的疾病名單中刪除。
有關工作人員表示：“我们认为同性恋性行为是正常的”，但是考虑到一些个体在成长过程中出现的焦虑和苦恼，保留“自我不和谐的同性恋”，

#### 司法判決
2014年12月19日，北京市海淀區人民法院判決「重慶心語飄香心理諮詢中心」關於「專業治療同性戀」的宣傳內容屬於虛假宣傳。

### 南非

#### 南非科學院
2015年，南非科學院發佈了一份名為《人類性徵多元性》（Diversity in Human Sexuality）的綜述報告。南非科學院稱，性傾向等性徵的多元性一直是正常社會的一部分，人們沒有理由令那些與「眾」不同的人消失。目前科學界沒有證據表明同性戀傾向可以通過「轉換」或「修復」措施得以改變，此類措施是有害的並且違反了醫療倫理。醫護人員應當採取肯認式諮商，來協助那些遭受歧視和污名壓力的LGBTI群體。

### 歐洲議會
歐洲議會於2018年3月以435對109票通過所有歐盟成員國皆需禁止實行轉換療法的法規。

## 各國提供性傾向治療的團體

### 美國

#### 同性戀研究及治療全國協會
美國同性戀研究及治療全國協會（National Association for Research & Therapy of Homosexuality，NARTH）是一個美國團體，為尋求脫離同性戀生活的人士找出心理治療。 該會的會員主要來自心理學家、註冊社工、精神分析學家及精神科醫生。 從不同地方和使用不同治療方法的報告中，NARTH 發現治療同性戀的過程緩慢，往往歷時數載，但卻有可觀的成功率。 此外，該會反駁外界對同性戀的一些想法，例如，「誤會同性戀是不可逆變的」、「一切治療只會帶來痛苦，甚至自殺」等傳聞。

#### 走出埃及全球聯盟
走出埃及全球聯盟（Exodus International）或譯走出埃及國際組織，成立于1976年，是一個係派間的組織。它在其描述中說“在美國和加拿大已經發展成超過100個分部”以及“與北美以外的總共超過17個國家的135個出離組織也有聯係”。

### 台灣

#### 台灣走出埃及輔導協會
台灣走出埃及輔導協會是台灣的前同性戀組織，是前述走出埃及國際組織在台灣的分支。 堅信以聖經原則，一男一女的婚姻制度為立場，幫助同性戀困擾者，改變同性戀的生活。

### 香港

#### 新造的人協會
新造的人協會是香港基督教輔導同性戀者組織。該協會以基督教信仰為基礎的輔導及祈禱服侍，相信藉著基督的拯救和聖靈的能力，改變同性戀的性傾向等。
新造的人協會康貴華醫生指出，「很多同性戀者都渴望有人聆聽及明白他們內心的掙扎，因此，耐心聆聽、認同他們的一些感受，已經是一種很重要的幫助，也是幫助他們改變的第一步。」根據他的輔導經驗，輔導有五個關鍵的因素：
1. 接受同性戀輔導者的決心和堅持。
2. 持續的幫助是很重要( 需要至少3至五5年時間，而且頭一、兩年沒有多大效果 )。
3. 輔助者須掌握適當的認知行為治療技巧及對同性戀有豐富的知識。
4. 單對單的輔導以及同性群體對他們的諒解和接納是同樣重要。
5. 教會信徒彼此的代禱及信仰的動力是成功的關鍵因素之一[103]。

### 新加坡

#### 抉擇機構
抉擇機構於1991年9月在新加坡成立，是一個基督教的組織，協助同性戀者改變他們的傾向，輔導同性戀者或與同性戀問題有關掙扎的人。 抉擇機構的發起人為「國際出埃及組織」(Exodus International)的前總栽美國的賽．羅杰斯。

### 印度

#### 同性戀治療中心
印度人民黨（Bharatiya Janata Party，BJP）地方官拉梅什·塔瓦達卡爾在2015年1月13日宣佈，將在印度西岸的果阿邦設立“同性戀治療中心”。

## 爭議及醜聞

### 「Love In Action」創始人倒戈
Love In Action，此團體由聲稱自己曾經是同性戀的約翰·埃文斯（John Evans）和異性戀者Rev. Kent Philpott於1973年創立。這個組織公開聲稱他們可以通過對同性戀的教育使他們意識到罪惡以及違反聖經的道德要求而使同性戀轉變成異性戀的組織。當埃文斯的朋友Jack McIntyre在發現自己無法轉變的絕望中自殺後，埃文斯退出了這個組織，並開始公開批評其是危險的。《Wall Street Journal》（1993年4月21日）引用他的話說：「他們在摧毀人們的生活。如果你不跟著他們做，你就不是上帝的子民，你就會下地獄。他們都生活在一個幻想的世界裡。」

### 「走出埃及國際協會」創始人倒戈
Michael Bussee及Gary Cooper，兩位曾是走出埃及國際協會的創始人墜入情網，於1979年離開組織及妻子，並舉行同志婚禮。巴希後來成為主要的反性傾向療法及出埃及國際協會的發言人。2007年6月巴希與其它走出埃及國際協會的幹部，舉辦了一個公開道歉會，向因性傾向療法及謊言的受害者們道歉，他後來稱呼自己的角色為兩個孩子的父親，婚姻心理師，福音教徒，及驕傲的男同性戀。

### 強迫未成年者參加性傾向療法
同性戀治療最具爭議性的話題，就是強迫未成年青少年參加性傾向療程或營隊。於2006年媒體報導性傾向療法團體密集的舉辦青少年為主的活動證據 引起許多州立執法人員的關心，並因認為有虐待兒童的疑慮與家長進入火爆口角。許多青少年因為受不了家長的強迫而選擇逃家其中一位案例是知名媒體人琳‧道夫。1991年琳‧道夫十四歲時便公開自己的女同性戀身份，琳‧道夫的母親基於關心，便從她祖父母家中強行壓制她至鹽湖(Salt Lake City)城進郊的雷文戴爾精神病院(Rivendell Psychiatric Center)，琳‧道夫的住院費用，是以性別角色混淆症(Gender Identity Disorder)申請加洲教育經費全額補助，因此留下記錄。治療內容包括：電擊治療、厭惡治療(看同性戀色情刊物病並聞氨水催吐造成厭惡感)、精神藥物治療、催眠、及知覺行為學派治療在雷文戴爾精神病院168 天後，琳‧道夫從精神病院中逃脫1992年藉由志工律師Gina M. Calabrese的幫助琳‧道夫採法律途徑，控訴雷文戴爾精神病院及她的母親。

### Zachary Stark事件
性傾向療法團體Love in Action為青少年主辦的一系列活動，頻頻引起媒體的關注，2005年6月紐約時報專題報導此團體一名16歲青少年柴切瑞‧史達克（Zachary Stark），柴切瑞在自己的facebook上寫到被父母強迫參與性傾向治療營，廣泛的引起關注，並造成美國全國性的游行抗議活動，要求釋放柴切瑞，2005年7月柴切瑞便從營隊中被釋放，司法人員並未找到兒童虐待的證據。但是在2005年9月性傾向治療營被田納西州官方勒令關閉，因為團體容許無職照非專業人員在無醫師指示下分發精神科藥物給青少年服用。

### DJ Butler
2005年十月，十七歲的DJ Butler巴特勒的父親將他以手銬銬起送至Love in Action的營區，二月2006受到教會壓力的田那西(Tennessee)官方將此案列為不起訴。

### Christopher Austin性侵害案
Christopher Austin是NARTH的知名同性戀傾向治療師，於2007年因涉性侵及強暴男性病患，被判十年監禁，克里斯多福‧奧斯丁曾於NARTH及常青國際會Evergreen International講學，被稱為『同性戀傾向及性成癮療法的專家』，他更創造了RENEW療法，一種專為有同性戀困擾男性設計的多元療法。療程包括裸體療法、橡皮筋療法、厭惡治療。

### Colin Cook科林‧庫克性醜聞
Colin Cook科林‧庫克是匿名同性戀者(Homosexuals Anonymous)(同下方連結團體)的創始人，於1986年被揭發多次與男性病患發生性關係，他聲稱裸體按摩有助於男同性戀減低同性戀慾望。於1987他因為與男性病患發生性關係的理由被匿名同性戀者團體退職。於1995年在他所成立的新團體(科羅拉多尋找信心之旅)FaithQuest Colorado中又再次發生類似醜聞。庫克被發現與病患電交，過長的擁抱，與要求病患帶同性戀色情刊物來進行漸減治療法。

### 麥可‧強斯頓HIV案
麥可‧強斯頓為一位HIV陽性男性，他曾為性傾向療法團體American Family Association(美國家庭價值連盟)所製作的紀錄片It's Not Gay中做為現身說法的案例，強斯頓常常在美國州立電視及廣播上做已經改變性傾向的見證，甚至於1998出現在全國的電視廣告中宣稱耶穌基督已經幫助他脫離同性戀情結 。於2002強斯頓被發現與多名男子發生性行為，承認在性行為中未使用保險套，更未告知性伴侶他是HIV帶原者，強斯頓在兩年前就已經清楚他的健康檢查結果。

### 泰倫司‧路易士性侵害案
泰倫司‧路易士(Terrance Lewis)曾是加拿大溫尼伯市(Winnipeg)遠見聖經學院(Providence Bible College)的牧師及咨詢師，於2008二月因性侵害一名因同性戀傾向而來尋求咨詢的年輕男子而被定罪，現年29歲的被害人於法庭上指證路易士。2000年在父母發現被害人用家用電腦觀看同性戀色情網站後，父母開始尋求路易士的幫助。被害人指證說路易士使用一種名為『接觸治療』的活動，內容包括接吻、撫摸、以及性角色扮演。

### 強‧波克同性戀酒吧醜聞
強‧波克(John Paulk)曾經是基督教團體領袖『以愛戰勝同性戀頃向』(Focus on the Family's Love Won Out) 集會及一書的作者，亦是北美洲走出埃及團體(Exodus International North America)的董事之一，於2000年9月被發現逗留於華盛頓市(Washington, D.C)的同性戀酒吧數小時，並試著向一名男同性戀者作出性邀約，被人權團體的Wayne Besen照下背部照片強‧波克在之後便辭去兩團體的董事職位。

### 喬治‧雷克斯男妓伴遊醜聞
喬治‧雷克斯(George Rekers)是同性戀治療研究中心(NARTH)的主要領袖成員之一，亦為其主要的心理學家，也是一位牧師，於2010年5月被媒體發現他與男妓潞西安一同旅遊歐洲，男妓潞西安後來於CNN採訪 中指出喬治雷克斯與他每天至少有一小時的性按摩。

### 失敗的娘娘腔實驗治療
CNN電視報導性傾向修改療法最常舉為成功案例的奎克Karig原名為柯克‧安德魯‧墨菲Kirk Andrew Murphy。1970年代初期柯克才5歲因為女性舉止被父母送去UCLA(洛杉磯加利福尼亞大學)參加一項為期十個月的改造計畫。執行治療計畫的醫生喬治‧艾倫‧雷克斯(George Alan Rekers,與上方男妓伴遊醜聞是同一人))宣稱成功改變其性傾向，並據以證明同性戀是可以被矯治的最"成功"案例，許多治療傭醫都承認，此案書籍被認為如同該業的教科書，多少受該書的影響。因書裏用了化名，所以其家人都不知道書裏"治療成功"的此案就是Kirk，家人指出，其實Kirk一生都沒改變過性傾向，自此之後，快樂的Kirk從此變成不快樂的人，並認為自己是一個不健全的人、錯誤的人，青少年長期一個人躲在廁所中用餐。但不少人認為他的家人尤其是其父親、以及治療的牧師，都應該負上責任。柯克於1985年出櫃為男同志，但卻一直無法完全接受自己同志的身分，極度憂鬱並在2003年自殺身亡，得年38歲。他的家人指控當年負責治-療他的醫生導致了他的憂鬱及自殺傾向並且造假；事實上柯克其一生都是同志，宣稱治療成功是一個無恥謊言，誤導數年及無數的機構。。

### 治療師艾倫當寧的裸體治療法
艾倫當寧(Alan Downing)為JONAH(猶太性傾向治療協會)的首席治療師，被許多參與治療的年青男性指認他要求他們在療程中裸露上半身或全裸來達到男性自我認同，艾倫當寧甚至要求對方在他的面前觸碰自己的陽具。

## 外部連結
- NARTH 美國同性戀研究及治療全國協會 （页面存档备份，存于）
- 出離國際 （页面存档备份，存于）
- 新造的人協會 （页面存档备份，存于）
- 匿名同性戀者
- 去同性戀觀察，評論去同性戀運動的部落格
- Anything but Straight，由Wayne Besen所著的書的主頁（還有大綱）
- 分裂間的橋梁鏈接到區同性戀運動支持者和反對者的引言
- One Nation Under God （页面存档备份，存于），IMDB條目
- Scattered Words, blog from a 22 year old moving through the ex-gay movement
- 英國「走出埃及」團體宣告放棄
- "Answers to Your Questions For a Better Understanding of Sexual Orientation & Homosexuality" in American Psychological Association美國心理學會 （页面存档备份，存于）

- 稱驅魔可醫同性戀　協會捱轟 18團體促民政局逐協會出論壇